# 朱省斎
朱 省斎（しゅ せいさい、1902年 – 1970年）は、中華民国の官僚・編集者・美術蒐集家・美術評論家・美術商。名は樸、字は樸之、号は樸園、晩号（室名）は省斎。汪兆銘（汪精衛）の親日政権樹立活動に早期から参与し、南京国民政府（汪兆銘政権）では交通部政務次長の要職についた。晩年は香港で美術商や美術評論家として活動した。梁鴻志の娘婿である。

## 事績
英国に留学し、ロンドン・スクール・オブ・エコノミクスを卒業。帰国後は、上海で商務印書館の編輯となる。1928年（民国17年）、上海市政府労働農商局顧問に任命され、1932年（民国21年）には実業部農村財政整理委員会委員となった。翌1933年、外交部に移り、条約改訂委員会委員となる。なお、この頃から農村合作事業に取り組んでおり、専門の書籍を刊行している。
汪兆銘（汪精衛）の親日政権樹立活動には早期から参加しており、香港で創設された汪派の公開機関である蔚藍書局（主任：林柏生）で研究員をつとめ、汪派中国国民党が組織された際には中央党部の組織担当になったとされる。1939年（民国28年）9月の（汪派）国民党6期1中全会で党中央宣伝部（部長：陶希聖）副部長に選任された。また、党中央監察委員にも選出されている。
1940年（民国29年）3月30日、南京国民政府（汪兆銘政権）が正式に成立すると、朱省斎は交通部政務次長に抜擢された。1941年（民国30年）8月16日、全国経済委員会委員に転じ、その後は汪兆銘政権崩壊まで在任したと見られる。その一方で、1942年（民国31年）3月、上海で文芸雑誌『古今』を創刊し、1944年（民国33年）10月まで57号（期）を刊行した。
汪兆銘政権崩壊後の朱省斎の動向は不詳だが、漢奸として摘発されたとの情報は見当たらない。政治的活動からは基本的に離れ、1960年までには英領香港へ移っていることが確認できる。香港では岡田晃の回想によれば、1969年3月時点において、朱は香港で美術商をしながら北京と香港を往復していた。また、岡田の差配による香港の岑徳広と北京の章士釗との通信に、朱も関与していた可能性がある。
1970年、死去。享年69。なお、1993年6月22日には『人民日報』において朱省斎の美術評論家としての活動を好意的に取り上げる記事が掲載され、近年は大陸・台湾でも美術評論家としての評価が高まっている。

## 著作
- 『各国合作事業概況』（中国合作学社、1933年）
- 『画人画事』（中国書画出版社、1962年）
- 謝其章編『樸園日記』（海豚出版社、2012年）